# Estación de Erquelinnes-Village
La estación de Erquelinnes-Village es una estación de tren belga situada en Erquelinnes, en la provincia de Henao, región Valona.
Es la segunda estación de la localidad, por detrás de la de Erquelinnes. Pertenece a la línea  de S-Trein Charleroi.

## Situación ferroviaria
La estación se encuentra en la línea 130 (Charleroi-Erquelinnes-frontière).

## Intermodalidad
| Línea | Procedencia           | Parada               | Destino          |
| ----- | --------------------- | -------------------- | ---------------- |
| 108   | BINCHE Kursaal-Postes | ERQUELINNES Monument | ERQUELINNES SNCB |
| 134   | ERQUELINNES SNCB      | ERQUELINNES Monument | MONS SNCB        |